# 昙华林武胜门站
昙华林武胜门站位于中华人民共和国湖北省武汉市武昌区，是武汉地铁5号线的地铁车站。

## 车站结构
昙华林武胜门站位于和平大道与中山路丁字路口。车站主体为地下两层岛式车站。其中地下一层为设备层及公共区，地下二层为站台层。车站总长180m,车站标准段外包宽度21.1m。采用明挖顺作法施工。车站共设置3个出入口、2组风亭、1个疏散口。

### 车站出口
|                                                 |      |      |  |
| 出口編號                                        | 設施 | 照片 |  |
| A                                               |      |      |  |
| C                                               |      |      |  |
| 注： 設有升降機 \| 設有輪椅升降台 \| 設有洗手間 |      |      |  |

## 图片
- 站厅
- 站厅
- 站台

## 鄰近地點
- 昙华林

### 内部链接
- 武汉地铁车站列表